# Franciszek Bohomolec
Franciszek Bohomolec SJ, herbu Bogoria, publikujący pod wieloma pseudonimami (ur. 29 stycznia 1720, zm. 24 kwietnia 1784) – polski jezuita, nauczyciel, redaktor, komediopisarz, poeta, publicysta, tłumacz, wydawca, jeden ze współtwórców polskiego oświecenia, wykładowca wymowy w Collegium Nobilium jezuitów w Warszawie w 1753 roku.

## Życiorys
Pochodził z okolic Witebska. Syn Pawła Józefa Bohomolca, starosty dworzyckiego, i Franciszki z Cedrowskich. Miał 6 braci, w tym Piotra Tadeusza (posła na sejmy) i Jana (jezuitę, matematyka i filozofa). Po latach nauki w wileńskim konwikcie jezuickim wstąpił do tegoż zakonu w wieku lat 17 (studiował filozofię na Akademii Wileńskiej) – od tego momentu do końca życia można mówić o jego służbie zakonnej jako żarliwej pracy nauczyciela, wychowawcy i społecznika. Życie osobiste Bohomolca całkowicie wtopiło się w jego działalność publiczną; nie zachowały się żadne dokumenty tej biografii, które wychodziłyby poza ramy zamknięte funkcjami, jakie sprawował w obrębie zakonu, a później, po jego zniesieniu, na tym samym stanowisku dyrektora drukarni, tyle, że nie jezuickiej, a królewskiej.

### Związek z Warszawą
Do Warszawy przybył po 10-letniej pracy nauczycielskiej w kolegium wileńskim, skąd wysłano go jeszcze w latach 1747–1749 na 2-letnie studium retoryczne do Rzymu. W Polsce był to okres unowocześniania szkolnictwa zakonnego – przewodzili tu pijarzy i teatyni; w roku 1751 Bohomolec, mający już w dorobku pierwsze prace literackie, został skierowany z Wilna do warszawskiego Collegium Zaluscianum, które zostało gruntownie przebudowane w duchu nowoczesnych tendencji. Od tego momentu związał się na zawsze z Warszawą, nie licząc wakacyjnych wyjazdów do Kobyłki w pobliżu stolicy.
Popularny i wysoko ceniony za obronę wartości kultury ojczystej i działalność oświatową w najszerszym znaczeniu tego słowa, po dwudziestu latach nauczycielskiej pracy, objął w 1761 r. redakcję Kuriera Polskiego i Wiadomości Uprzywilejowanych Warszawskich, a od 1762 r. – prefekturę drukarni warszawskiej Soc. Jesu. Stał się więc dla środowiska kulturalnego wczesnego oświecenia swoistą instytucją. Już podczas pracy nauczycielskiej w Wilnie ogłosił dwie tragedie szkolne (Cezar w Egipcie, jest wierszowanym przekładem napisanej prozą sztuki Cesare in Egitto (1745), włoskiego jezuity Giulia Cesare Cordary; grany był na scenie warszawskiej, Lizymach to przeróbka tragedii C. La Rue). Zainteresował się też twórczością Macieja Kazimierza Sarbiewskiego i opracował słowniczek frazeologiczny łacińsko-polski, który można traktować jako zapowiedź głównego nurtu dalszych prac pisarza, zmierzających do kształtowania kultury językowej i umysłowej młodego pokolenia.

## Prace literackie

### W obronie polskiej kultury
Wejście Bohomolca na scenę życia literackiego stolicy dokonało się niezwykle efektownie. W czasie inauguracji roku szkolnego w zreformowanym Collegium Nobilium pijarów w Warszawie wystąpił publicznie w obronie kultury polskiej i umysłowości Polaków (Pro ingeniis Polonorum) przeciw włoskiemu pijarowi Ubaldowi Mignoniemu, autorowi pracy krytycznej Noce Sarmackie. W tym samym roku, na popisie retorycznym, Bohomolec przedstawił publicznie drugi problem, nie mniej ważny: pochwałę i obronę czystości języka polskiego – De lingua Polonica colloquium, 1752. Wystąpienie to zostało przyjęte przez środowisko kulturalne Warszawy jako niezwykle ważne dla życia społeczeństwa. W kilka lat później Bohomolec znów podjął ten problem, tym razem już nie po łacinie, publikując w Zabawkach poetyckich (1758) Rozmowę o języku polskim (pod nazwiskiem ucznia, Ksawerego Leskiego). Obok głównego toru rozważań dotyczących języka znajdują się w tym dialogu i wątki poboczne, – choć równie ważne – dotyczące np. uwag nad zasadami tłumaczenia, znaczenia nauki języków obcych, projektu akademii językowej, mecenatu dla rozwoju kultury i nauki – można, więc traktować Rozmowę jako jeden z pierwszych i najważniejszych dokumentów oświeceniowego programu w zakresie kultury. Z pierwszych lat pracy Bohomolca w warszawskim kolegium pochodzą dwa zbiory ćwiczeń szkolnych: Zabawki oratorskie i Zabawki poetyckie. Podał w nich do druku nauczyciel (i autor wzorów naśladowanych przez uczniów, których nazwiskami „dla emulacji” są one podpisane) propozycję nowego stylu językowego i nowych postaw. Z faktu wielokrotnych wznowień Zabawek oratorskich (1755, 1759, 1768, 1779, 1783, 1786, 1796) ocenić można zapotrzebowanie społeczne i akceptację tego modelu, który w blisko dwadzieścia lat później zdominuje, jak się okazało, literaturę warszawskiego środowiska, a później zostanie nazwany klasycyzmem stanisławowskim.

### Poezja
Nie mniejsze znaczenie miał tomik Zabawek poetyckich, zawierał on bowiem wzory poezji klasycystycznej, która w połowie wieku XVIII zaczęła wpływać na polską świadomość literacką. Dowody tego znajdują się m.in. w tomie Zabawek wierszopiskich i krasomowskich Wacława Rzewuskiego. Ćwiczenia Bohomolca wskazują wzory poezji okolicznościowej, towarzyskiej, religijnej, refleksyjnej, sielanki, żartu. Ich cechami są bezpośredniość wyrazu, jasność konstrukcji składniowej oraz czerpanie z topiki klasycznej, dostosowanej do lokalnych okoliczności i potrzeb. Dla wielu wierszy da się odnaleźć konkretny wzór obcy (m.in. Jean Baptiste Gresset, Jean-Jacques Rousseau, Fryderyk II; w zbiorze mów był list Woltera do Fryderyka II). Dla dalszego rozwoju poezji klasycystycznej szczególne znaczenie miały ody refleksyjno-moralne. Podejmowały one ogólne rozważania nad życiem i jego celem, postawą człowieka. Był to rejon rozważań, dla którego niedościgniony wzór stanowiły ody Horacego (w przetworzeniu Kochanowskiego i Sarbiewskiego) oraz wymieniony krąg poetów francuskich początku XVIII wieku. Ten typ poezji stał się bliski całej epoce. Rozpropagowała go grupa poetów z kręgu Zabaw Przyjemnych i Pożytecznych, spośród których większość związana była ze środowiskiem jezuickim.

### Komedie
Najbogatszym plonem literackim lat pracy pedagogicznej jest zbiór komedii tzw. konwiktowych, czyli sztuk przeznaczonych do odgrywania przez młodzież w szkole, często na scenie otwartej dla szerszej publiczności (np. „Paryżanin polski”). W kolegiach zakonnych, zwłaszcza jezuickich, teatr był ważnym środkiem oddziaływania wychowawczego i propagandowego, a w Polsce cieszył się dużym zainteresowaniem społecznym. Tę formę kultury literackiej Bohomolec wykorzystywał do celów wychowawczych, sięgając początkowo po gatunek tragedii. Szybko jednak zmienił diametralnie kierunek, w komedii obyczajowej odnajdując najbliższą sobie formę wypowiedzi.
Jako komediopisarz wszedł Bohomolec do panteonu polskiej literatury i stało się to natychmiast, w ocenie jego własnej epoki (w latach pięćdziesiątych i sześćdziesiątych według opinii: Mitzlera de Kolof, polskiego adaptatora Historii nauk wyzwolonych Carlencasa, później Krasickiego, Naruszewicza, wyrażonej także w Sztuce rymotwórczej F. K. Dmochowskiego). Dwie serie komedii – dla potrzeb sceny szkolnej (konwiktowe) i dla królewskiej sceny publicznej (na teatrum) zostały szczegółowo omówione i ocenione przez badaczy literatury, na ogół podtrzymujących sądy krytyków epoki oświecenia.

### Dydaktyka
Dla potrzeb sceny szkolnej kolegium warszawskiego Bohomolec zręcznie adaptował teksty obce – od Plauta przez Moliera, autorów francuskiego dramatu jezuickiego, jak G.F. Le Jay, Ch. Poree, J.A.Du Cerceau i innych, np. Goldoniego. W tym materiale jednak Molier dominował i – jak pisze Jan Kott – „Bohomolec dopiero naprawdę odkrywa Moliera dla polskiej sceny”. Ratio studiorum jezuickie zabraniało wprowadzania wątków miłosnych i kobiet na scenę, więc te przeróbki księdza profesora wymagały dużej inwencji. Komedie służyły w równej mierze zabawie, co celom dydaktycznym. Postacie komedii wypowiadają się w prozaicznym języku potocznym, który uwolniony od rygorów bezwzględnego ćwiczenia retorycznego, zostaje jednak poddany zabiegom uszlachetniającym. Eliminują one wulgaryzmy i zawiłości składniowe, chyba że używane są do celów parodystycznych. Rozgłos, jaki przyniosła Bohomolcowi szkolna działalność, prawdopodobnie był przyczyną powierzenia mu prawie jednocześnie dwóch pierwszoplanowych agend szerokiego oddziaływania: prasy cieszącej się wyłącznym przywilejem i jezuickiej oficyny wydawniczej. W ten sposób stał się on rzeczywistym dysponentem środków masowego przekazu w skali swojego czasu. Zreformowana gazeta Bohomolca stała się (od 1761 r.) nowoczesnym dziennikiem politycznym (wychodziła dwa razy w tygodniu, na zmianę Kurier Warszawski i Wiadomości Uprzywilejowane Warszawskie) z szerokim serwisem rzeczowo traktowanych informacji ze świata i z kraju. Kierownictwo drukarni jezuickiej, objęte przez Bohomolca w 1762 r., okazało się dożywotnim miejscem jego pracy; po kasacie zakonu Stanisław August powierzył mu tę ważną placówkę (przemianowaną na Drukarnię Nadworną JKMci mimo prób przejęcia jej przez Adama K. Czartoryskiego). Tłoczyła ona głównie dzieła pisarzy kręgu jezuickiego, m.in. Naruszewicza, Wyrwicza, Albertrandiego, Piramowicza; poza tym drukowała Wiadomości Warszawskie, Zabawy Przyjemne i Pożyteczne, Gazetę Warszawską, podręczniki do szkół Komisji Edukacji Narodowej, druki urzędowe, pisma publicystyczne, dzieła naukowe itp.

### Wydawnictwa
Sam Bohomolec podejmował również konkretne prace edytorskie. We wcześniejszym okresie, poza tomikami Zabawek i Komedii szkolnych wydał zbiór anegdot (Rozrywki ucieszne i dowcipne) modelowanych na antycznym wzorze apoftegmatu, odświeżonych w okresie renesansu (m.in. przez Kochanowskiego), a w wieku XVIII przez Gayota de Pitaval; w kolejnych wydaniach (1763, 1768, 1777, 1780, 1797, nie licząc wydań korsarskich) były one dopełniane i uzupełniane, również utworami poetyckimi, fraszkami i żartami: od Kochanowskiego, Naborowskiego, Morsztynów do współczesnych – Naruszewicza, Krasickiego i samego wydawcy.
Przed wstąpieniem na tron Stanisława Augusta podjął on również ogromne przedsięwzięcie – wydanie Zbioru dziejopisów polskich. Czterotomowa seria kronik polskich (Kronika Marcina Bielskiego, 1764; Kronika Macieja Stryjkowskiego, 1766; Kronika Marcina Kromera, 1767; Kronika Sarmacjej Europejskiej Aleksandra Gwagnina, 1768).
Jako edytor podejmował Bohomolec również inicjatywy z zakresu literatury pięknej. Korzystając ze zbiorów Załuskich, rozpoczął edycję pisarzy wieku XVI i XVII – z tych ważne jest zwłaszcza wprowadzenie do obiegu publicznego po przeszło stu trzydziestu latach poezji Kochanowskiego. W latach późniejszych wydano inne dzieła: Macieja Sarbiewskiego Opera posthuma (z dołączeniem polskich przekładów wybranych ód, 1769); J. Kryszpina (Andrzej Kirszenstein) Stateczność umysłu albo nauka polityczna o statecznej cierpliwości podczas złych czasów (1769); Stanisława Herakliusza Lubomirskiego Księgi moralne, polityczne i pobożne (część ostatnią Bohomolec na nowo sam przełożył – 1771), Stanisława Orzechowskiego Żywot i śmierć Jana Tarnowskiego (1773), A.M. Fredry Przysłowia mów potocznych (1769). Wszystkie pozycje wydawca opatrzył komentarzem własnym, w którym uzasadnił wartość wydawanych dzieł i podał informacje o ich autorach.
Był także publicystą, redaktorem warszawskich gazet "Kuriera Polskiego", "Uprzywilejowanych Wiadomości z Cudzych Krajów" oraz "Monitora" .

## Rysopis literacki Bohomolca
W żywocie literackim Bohomolca nie stanowiły zasadniczej cezury ani wstąpienie na tron Stanisława Augusta (to właśnie król inicjując swe poczynania kulturalne zabiegał o współpracę jezuity), ani kasata Towarzystwa Jezusowego. Własne pasje literackie kontynuował w sposób naturalny, w warunkach tej niezależności, jaką daje pozycja inteligenta związanego z warsztatem pracy (drukarnia) – podejmował on te formy pracy, jakie nasuwały życie i jego potrzeby oraz możliwości instytucji, z którymi był związany.
O ile w komediach z okresu wcześniejszego autor częściej pozwalał sobie na dość swobodną zabawę samym dialogiem i sytuacją farsową, o tyle w pisanych dla publicznej sceny królewskiej dbał już o wykorzystywanie ich dydaktycznego przesłania (wzorem były dlań utwory Ph. Destouchesa). W pierwszych dwóch (Małżeństwo z kalendarza i Staruszkiewicz) Bohomolec podjął problem, który pojawił się już w Zabawkach oratorskich – stosunek do cudzoziemców w życiu społecznym Polski XVIII w. W dziejach teatru tzw. bohomolcowa komedia ustąpić musiała nowym odmianom sztuki dramatycznej. Bohomolec zdawał sobie z tego sprawę i próbował wprowadzić nowy rodzaj sceniczny – „kantatę, czyli śpiewogrę” (Nędza uszczęśliwiona, 1770, Prostota cnotliwa, 1779), ofiarowując główną rolę w tej rodzącej się polskiej operze ludowemu bohaterowi traktowanemu serio – w sensie tak moralnym, jak stylistycznym. On też pierwszy wprowadził do utworu teatralnego gwarę w funkcji niekomicznej (Monitor, Pan dobry). Na zlecenie króla podjął się Bohomolec pracy nad Opisaniem krótkim państwa tureckiego (na podstawie P. Ricaut, K. Wyrwicza, G.B. Mably, G. Real i in., 1770) oraz tłumaczenia z J.F. La Harpe Historii o podróżach. Polski wybór miał mieć cztery części. Bohomolec opracował tom pierwszy. Śmierć przerwała pracowity żywot Bohomolca w roku 1784. Od roku 1752 wpisany był on w obszar oświeconej Warszawy, o której tak wiele pisał: wyznaczały go ulica Jezuicka, Zamek, kamienice Łyszkiewiczów i Czempińskich na Starym Rynku, teatr na ulicy Królewskiej, a potem na placu Krasińskich, Biblioteka Załuskich w pałacu Daniłłowiczowskim z jednej, a drukarnia Mitzlera w pałacu Kazimierzowskim z drugiej strony.

## Fundacja
W nekrologach zwracano uwagę na oryginalny testament pisarza. Pozostawił zebrane przez siebie oszczędności (3 tysiące złotych) do dyspozycji władz miejskich, dla „ratowania nieszczęśliwych ludzi” na terenie miasta Warszawy – „czy to ze stanu szlacheckiego, czy kupieckiego, czy rzemieślniczego lub jakiego innego, bądź przez ogień, bądź przez inny przypadek lub nieszczęście prawdziwie podupadłych i wspomożenia potrzebujących”.
W zmiennych historycznie warunkach fundacja ta, z której fundusze wypłacano w różnych wysokościach, istniała jednak przez cały XIX wiek, do wybuchu pierwszej wojny światowej. Przypominała ona postać nauczyciela, redaktora i poety życiem i twórczością związanego z Warszawą – jednego z najskromniejszych pracowników i obywateli miasta.